# Hasanpur
Hasanpur é uma cidade e um município no distrito de Jyotiba Phule Nagar, no estado indiano de Uttar Pradesh.

## Geografia
Hasanpur está localizada a 28° 43′ N, 78° 17′ L. Tem uma altitude média de 201 metros (659 pés).

## Demografia
Segundo o censo de 2001, Hasanpur tinha uma população de 53,340 habitantes. Os indivíduos do sexo masculino constituem 53% da população e os do sexo feminino 47%. Hasanpur tem uma taxa de literacia de 43%, inferior à média nacional de 59.5%: a literacia no sexo masculino é de 49% e no sexo feminino é de 37%. Em Hasanpur, 18% da população está abaixo dos 6 anos de idade.